# Anatoli Iwanowitsch Beljajew
Anatoli Iwanowitsch Beljajew (russisch Анатолий Иванович Беляев; * 5. Oktoberjul. / 18. Oktober 1906greg. in Moskau; † 4. Juni 1967 ebenda) war ein sowjetischer Metallurg und Hochschullehrer.

## Leben
Beljajew besuchte in Moskau die Dreiklassenschule, die Mittelschule und das 2. Moskauer Industrie-Ökonomie-Technikum mit Abschluss 1924. Darauf arbeitete er im Warenkunde-Laboratorium des Technikums. Er studierte dann 1927–1930 am Moskauer Volkswirtschaftsinstitut und 1930–1931 am Moskauer Institut für Buntmetalle und Gold mit Spezialisierung auf Aluminium-Metallurgie.
1931–1932 arbeitete Beljajew als Ingenieur bei der Montage der technischen Ausrüstungen des im Bau befindlichen Dnepr-Aluminium-Werks in Saporoschje mit. 1933 kehrte er nach Moskau zurück und leitete das Forschungsbüro der Hauptverwaltung der Aluminium-Industrie des Volkskommissariats für Schwerindustrie der UdSSR.
Im Frühjahr 1934 wurde Beljajew mit zwei weiteren Ingenieuren nach Frankreich geschickt, um die Aluminium-Metallurgie in den französischen Werken kennenzulernen. Nach der Rückkehr im Juli 1934 wurde er wissenschaftlicher Leiter der Moskauer Filiale des 1931 gegründetem Leningrader Allunions-Aluminium-Magnesium-Instituts (WAMI) und blieb es bis 1937. Daneben lehrte Beljajew seit 1933 am Moskauer Institut für Buntmetalle und Gold zunächst als Assistent. 1937 verteidigte er mit Erfolg seine Dissertation über die Gewinnung von Aluminium aus Aluminiumsulfid für die Promotion zum Kandidaten der technischen Wissenschaften. Darauf wurde er 1938 Dozent und 1940 Vizedekan der Metallurgie-Fakultät.
Zu Beginn des Deutsch-Sowjetischen Kriegs trat Beljajew 1941 in die Opoltschenije ein. Er nahm an Kämpfen teil und wurde verwundet, worauf er in das Institut für Buntmetalle und Gold zurückkehrte und den Lehrstuhl für Leichtmetalle leitete (1943–1962). 1944 verteidigte er mit Erfolg seine Doktor-Dissertation über das Verhalten von Oxiden im Aluminium-Bad für die Promotion zum Doktor der technischen Wissenschaften. Anschließend wurde er zum Professor ernannt. 1945 nach Kriegsende wurde er Mitglied der Kommission zur Untersuchung der technischen Errungenschaften in Deutschland.
1958 wurde auf Beschluss des Ministerrats der UdSSR das Institut für Buntmetalle und Gold nach Krasnojarsk verlegt und in das Krasnojarsker Institut für Buntmetalle umgewandelt, so dass nun Beljajew dort arbeitete. 1960 wurde er zum Korrespondierenden Mitglied der Akademie der Wissenschaften der UdSSR gewählt.
1962 kehrte Beljajew nach Moskau zurück. Bis zu seinem Tod leitete er den Lehrstuhl für Produktion reiner Metalle und Halbleitermaterialien des Moskauer Instituts für Stahl und Legierungen (MISiS).
Die Forschungsschwerpunkte Beljajews waren die Schmelzflusselektrolyse und die Herstellung hochreinen Aluminiums, Magnesiums und Lithiums. Er untersuchte die Prozesse an den Oberflächen der Metall- und Salzschmelzen. Er entwickelte einen Aluminiumbad-Elektrolyten mit Magnesiumfluorid, der in der UdSSR und in China eingesetzt wurde. Eine Schülerin Beljajews war Lidija Firsanowa.
Beljajew war verheiratet und hatte zwei Kinder. Er starb am 4. Juni 1967 in Moskau und wurde auf dem Wagankowoer Friedhof begraben.

## Ehrungen, Preise
- Medaille „Für heldenmütige Arbeit im Großen Vaterländischen Krieg 1941–1945“ (1945)
- Ehrenzeichen der Sowjetunion (1953)
- Medaille „Chinesisch-Sowjetische Freundschaft“ (1959)
- Leninorden (1961)[1]